# Serie A (2006/2007) – wyniki spotkań

## Runda jesienna

### 1. Kolejka
- AS Roma - Livorno 2:0
- Fiorentina - Inter Mediolan 2:3
- AC Milan - Lazio 2:1
- Atalanta Bergamo - Ascoli 3:1
- Cagliari - Catania 0:1
- Chievo Werona - Siena 1:2
- Messina - Udinese 1:0
- Palermo - Reggina 4:3
- Sampdoria - Empoli 1:2
- Torino - Parma 1:1

### 2. Kolejka
- Reggina - Cagliari 2:1
- Inter Mediolan - Sampdoria 1:1
- Ascoli - Messina 1:1
- Catania - Atalanta Bergamo 0:0
- Empoli - Chievo Verona 1:1
- Lazio - Palermo 1:2
- Livorno - Fiorentina 1:0
- Siena - AS Roma 1:3
- Udinese - Torino 2:0
- Parma - AC Milan 0:2

### 3. Kolejka
- AC Milan - Ascoli 1:0
- AS Roma - Inter Mediolan 0:1
- Atalanta Bergamo - Empoli 0:0
- Cagliari - Livorno 2:2
- Chievo Werona - Lazio 0:1
- Fiorentina - Parma 1:0
- Messina - Reggina 2:0
- Palermo - Catania 5:3
- Sampdoria - Udinese 3:3
- Torino - Siena 1:2

### 4. Kolejka
- Catania - Messina 2:2
- Livorno - AC Milan 0:0
- Ascoli - Sampdoria 1:1
- Empoli - Palermo 2:0
- Inter Mediolan - Chievo 4:3
- Lazio - Atalanta 1:0
- Parma - AS Roma 0:4
- Reggina - Torino 1:1
- Siena - Cagliari 0:0
- Udinese - Fiorentina 1:0

### 5. Kolejka
- Atalanta Bergamo - Reggina 1:1
- Torino - Lazio 0:4
- AC Milan - Siena 0:0
- AS Roma - Empoli 1:0
- Cagliari - Inter Mediolan 1:1
- Fiorentina - Catania 3:0
- Messina - Livorno 0:1
- Sampdoria - Parma 3:2
- Udinese - Ascoli 0:0
- Chievo - Palermo 0:1

### 6. Kolejka
- UC Sampdoria - AC Milan 1:1
- Siena - Messina 3:1
- Ascoli - Livorno 0:2
- Empoli - Fiorentina 1:2
- Inter Mediolan - Catania 2:1
- Palermo - Atalanta 2:3
- Parma - Udinese 0:3
- Reggina - AS Roma 1:0
- Torino - Chievo 1:0

### 7. Kolejka
- AS Roma - Chievo Verona 1:1
- Atalanta Bergamo - Sampdoria 3:2
- Catania - Lazio 3:1
- Fiorentina - Reggina 3:0
- Livorno - Siena 0:0
- Parma - Ascoli 1:0
- Udinese - Inter Mediolan 0:0
- Cagliari - Torino 0:0
- Messina - Empoli 2:2
- AC Milan - Palermo 0:2

### 8. Kolejka
- AS Roma - Ascoli 2:2
- Atalanta - Cagliari 3:3
- Chievo - AC Milan 0:1
- Empoli - Udinese 1:1
- Inter Mediolan - Livorno 4:1
- Palermo - Messina 2:1
- Reggina - Parma 3:2
- Sampdoria - Lazio 2:0
- Siena - Catania 1:1
- Torino - Fiorentina 0:1

### 9. Kolejka
- AC Milan - Inter Mediolan 3:4
- Udinese - AS Roma 0:1
- Ascoli - Siena 0:1
- Cagliari - Sampdoria 1:0
- Catania - Torino 1:1
- Fiorentina - Palermo 2:3
- Lazio - Reggina 0:0
- Messina - Chievo Werona 2:1
- Parma - Atalanta Bergamo 3:1
- Livorno - Empoli 0:0

### 10. Kolejka
- Siena - Parma 2:2
- Reggina - Catania 0:1
- Atalanta Bergamo - AC Milan 2:0
- Chievo Werona - Cagliari 0:0
- Empoli - Lazio 1:1
- Inter Mediolan - Ascoli 2:0
- Livorno - Udinese 1:0
- Palermo - Sampdoria 2:0
- Torino - Messina 1:1
- AS Roma - Fiorentina 3:1

### 11. Kolejka
- AC Fiorentina - Atalanta Bergamo 3:1
- AC Milan - AS Roma 1:2
- Ascoli - Empoli 0:1
- Catania - Livorno 3:2
- Lazio - Udinese 5:0
- Messina - Cagliari 2:2
- Palermo - Torino 3:0
- Sampdoria - Chievo Werona 3:0
- Siena - Reggina 0:1
- Parma - Inter 1:2

### 12. Kolejka
- Empoli - AC Milan 0:0
- Cagliari - US Palermo 1:0
- AS Roma - Catania Calcio 7:0
- Udinese - Siena 3:0
- Inter Mediolan - Reggina 1:0
- Chievo Verona - Atalanta Bergamo 2:2
- Livorno - AC Parma 3:0
- FC Messina - SS Lazio 1:4
- Ascoli - AC Fiorentina 1:1
- AC Torino - UC Sampdoria 1:0

### 13. Kolejka
- Chievo Verona - Udinese 2:0
- AC Milan - FC Messina 1:0
- SS Lazio - Ascoli 3:1
- Reggina - Livorno 2:2
- Siena - AC Fiorentina 1:1
- UC Sampdoria - AS Roma 2:4
- Atalanta Bergamo - AC Torino 1:2
- Empoli - Cagliari 1:0
- Catania Calcio - AC Parma 2:0
- Palermo - Inter Mediolan 1:2

### 14. Kolejka
- AC Parma - US Palermo 0:0
- AS Roma - Atalanta Bergamo 2:1
- AC Fiorentina - SS Lazio 1:0
- Udinese - Reggina 1:1
- Inter Mediolan - Siena 2:0
- Livorno - Chievo Verona 0:2
- Cagliari - AC Milan 2:2
- FC Messina - UC Sampdoria 0:2
- Ascoli - Catania Calcio 2:2
- AC Torino - Empoli 1:0

### 15. Kolejka
- AC Milan - AC Torino 0:0
- SS Lazio - AS Roma 3:0
- Chievo Verona - AC Fiorentina 0:1
- Reggina - Ascoli 2:1
- UC Sampdoria - Siena 15:00
- Atalanta Bergamo - FC Messina 3:2
- Cagliari - AC Parma 0:0
- US Palermo - Livorno 3:0
- Empoli - Inter Mediolan 0:3
- Catania Calcio - Udinese 1:0

### 16. Kolejka
- AC Parma - Chievo Verona 2:2
- AS Roma - US Palermo 4:0
- AC Fiorentina - AC Milan 2:2
- Udinese - Cagliari 3:1
- Inter Mediolan - FC Messina 2:0
- Reggina - UC Sampdoria 0:1
- Siena - Atalanta Bergamo 1:1
- Livorno - SS Lazio 1:1
- Ascoli - AC Torino 0:2
- Catania Calcio - Empoli 2:1

### 17. Kolejka
- AC Milan - Catania Calcio 3:0
- SS Lazio - Inter Mediolan 0:2
- Chievo Verona - Reggina 3:2
- UC Sampdoria - Livorno 4:1
- Atalanta Bergamo - Udinese 1:2
- Cagliari - AC Fiorentina 0:2
- FC Messina - AC Parma 1:1
- US Palermo - Ascoli 4:0
- Empoli - Siena 1:0
- AC Torino - AS Roma 1:2

### 18. Kolejka
- AC Parma - SS Lazio 1:3
- AS Roma - Cagliari 2:0
- AC Fiorentina - FC Messina 4:0
- Udinese - AC Milan 0:3
- Inter Mediolan - Atalanta Bergamo 2:1
- Reggina - Empoli 4:1
- Siena - US Palermo 1:1
- Livorno - AC Torino 1:1
- Ascoli - Chievo Verona 3:0
- Catania Calcio - UC Sampdoria 4:2

### 19. Kolejka
- AC Milan - Reggina 3:1
- SS Lazio - Siena 1:1
- Chievo Verona - Catania Calcio 2:1
- UC Sampdoria - AC Fiorentina 0:0
- Atalanta Bergamo - Livorno 5:1
- Cagliari - Ascoli 1:0
- FC Messina - AS Roma 1:1
- US Palermo - Udinese 2:0
- Empoli - AC Parma 2:0
- AC Torino - Inter Mediolan 1:3

## Runda wiosenna

### 20. Kolejka
- AC Parma - AC Torino 1:0
- SS Lazio - AC Milan 0:0
- Udinese - FC Messina 1:0
- Inter Mediolan - AC Fiorentina 3:1
- Reggina - US Palermo 0:0
- Siena - Chievo Verona 2:1
- Livorno - AS Roma 1:1
- Ascoli - Atalanta Bergamo 1:3
- Empoli - UC Sampdoria 2:0
- Catania Calcio - Cagliari 0:1

### 21. Kolejka
- AC Milan - AC Parma 1:0
- AS Roma - Siena 1:0
- AC Fiorentina - Livorno 2:1
- Chievo Verona - Empoli 0:0
- UC Sampdoria - Inter Mediolan 0:2
- Atalanta Bergamo - Catania Calcio 1:1
- Cagliari - Reggina 0:2
- FC Messina - Ascoli 1:2
- US Palermo - SS Lazio 0:3
- AC Torino - Udinese 2:3

### 22. Kolejka
- AC Parma - AC Fiorentina 2:0
- SS Lazio - Chievo Verona 0:0
- Udinese - UC Sampdoria 1:0
- Inter Mediolan - AS Roma 1:3
- Reggina - FC Messina 3:1
- Siena - AC Torino 1:0
- Livorno - Cagliari 2:1
- Ascoli - AC Milan 2:5
- Empoli - Atalanta Bergamo 2:0
- Catania Calcio - US Palermo 1:2

### 23. Kolejka
- AC Milan - Livorno 2:1
- AS Roma - AC Parma 3:0
- AC Fiorentina - Udinese 2:0
- Chievo Verona - Inter Mediolan 0:2
- UC Sampdoria - Ascoli 2:0
- Atalanta Bergamo - SS Lazio 0:0
- Cagliari - Siena 2:2
- FC Messina - Catania Calcio 1:1
- US Palermo - Empoli 0:1
- AC Torino - Reggina 1:2

### 24. Kolejka
- AC Parma - UC Sampdoria 0:1
- SS Lazio - AC Torino 2:0
- Inter Mediolan - Cagliari 1:0
- Reggina - Atalanta Bergamo 1:1
- Siena - AC Milan 3:4
- Livorno - FC Messina 2:1
- US Palermo - Chievo Verona 1:1
- Ascoli - Udinese 2:2
- Empoli - AS Roma 1:0
- Catania Calcio - AC Fiorentina 0:1

### 25. Kolejka
- Atalanta Bergamo - US Palermo 1:1
- Chievo Werona - AC Torino 3:0
- AS Roma - Reggina 3:0
- Cagliari - Lazio 0:2
- Catania - Inter Mediolan 2:5
- Fiorentina - Empoli 2:0
- Livorno - Ascoli 0:0
- Messina - Siena 1:0
- Udinese - Parma 3:3
- AC Milan - Sampdoria 1:0

### 26. Kolejka
- Chievo Werona - AS Roma 2:2
- Empoli - Messina 3:1
- Lazio - Catania 3:1
- Palermo - AC Milan 0:0
- Reggina - Fiorentina 1:1
- Sampdoria - Atalanta Bergamo 2:1
- Siena - Livorno 0:0
- Torino - Cagliari 1:0
- Inter Mediolan - Udinese 1:1

### 27. Kolejka
- AC Milan - Chievo Verona 3:1
- AC Parma - Reggina 2:2
- SS Lazio - UC Sampdoria 1:0
- AC Fiorentina - AC Torino 5:1
- Udinese - Empoli 0:1
- Livorno - Inter Mediolan 1:2
- Cagliari - Atalanta Bergamo 2:0
- FC Messina - US Palermo 2:0
- Ascoli - AS Roma 1:1
- Catania Calcio - Siena 1:1

### 28. Kolejka
- AS Roma - Udinese 3:1
- Inter Mediolan - AC Milan 2:1
- Chievo Verona - FC Messina 1:1
- Reggina - SS Lazio 2:3
- Siena - Ascoli 0:1
- UC Sampdoria - Cagliari 1:1
- Atalanta Bergamo - AC Parma 1:1
- US Palermo - AC Fiorentina 1:1
- Empoli - Livorno 2:2
- AC Torino - Catania Calcio 1:0

### 29. Kolejka
- AC Milan - Atalanta Bergamo 1:0
- AC Parma - Siena 1:0
- SS Lazio - Empoli 3:1
- AC Fiorentina - AS Roma 0:0
- Udinese - Livorno 4:0
- UC Sampdoria - US Palermo 1:1
- Cagliari - Chievo Verona 0:2
- FC Messina - AC Torino 0:3
- Ascoli - Inter Mediolan 1:2
- Catania Calcio - Reggina 1:4

### 30. Kolejka
- AS Roma - AC Milan 1:1
- Udinese - SS Lazio 2:4
- Inter Mediolan - AC Parma 2:0
- Chievo Verona - UC Sampdoria 1:1
- Reggina - Siena 0:1
- Livorno - Catania Calcio 4:1
- Atalanta Bergamo - AC Fiorentina 2:2
- Cagliari - FC Messina 2:0
- Empoli - Ascoli 4:1
- AC Torino - US Palermo 0:0

### 31. Kolejka
- AC Milan - Empoli 3:1
- AC Parma - Livorno 1:0
- SS Lazio - FC Messina 1:0
- AC Fiorentina - Ascoli 4:0
- Reggina - Inter Mediolan 0:0
- Siena - Udinese 2:2
- UC Sampdoria - AC Torino 1:0
- Atalanta Bergamo - Chievo Verona 1:0
- US Palermo - Cagliari 1:3
- Catania Calcio - AS Roma 0:2

### 32. Kolejka
- AC Parma - Catania Calcio 1:1
- AS Roma - UC Sampdoria 4:0
- AC Fiorentina - Siena 1:0
- Udinese - Chievo Verona 2:1
- Inter Mediolan - US Palermo 2:2
- Livorno - Reggina 1:1
- Cagliari - Empoli 0:0
- FC Messina - AC Milan 1:3
- Ascoli - SS Lazio 2:2
- AC Torino - Atalanta Bergamo 1:2

### 33. Kolejka
- AC Milan - Cagliari 3:1
- SS Lazio - AC Fiorentina 0:1
- Chievo Verona - Livorno 2:1
- Reggina - Udinese 1:1
- Siena - Inter Mediolan 3:1
- UC Sampdoria - FC Messina 3:1
- Atalanta Bergamo - AS Roma 2:1
- US Palermo - AC Parma 3:4
- Empoli - AC Torino 0:0
- Catania Calcio - Ascoli 3:3

### 34. Kolejka
- AC Parma - Cagliari 2:1
- AS Roma - SS Lazio 0:0
- AC Fiorentina - Chievo Verona 1:0
- Udinese - Catania Calcio 0:1
- Inter Mediolan - Empoli 3:1
- Siena - UC Sampdoria 0:2
- Livorno - US Palermo 1:2
- FC Messina - Atalanta Bergamo 0:0
- Ascoli - Reggina 2:3
- AC Torino - AC Milan 0:1

### 35. Kolejka
- AC Milan - AC Fiorentina 0:0
- SS Lazio - Livorno 1:0
- Chievo Verona - AC Parma 1:0
- UC Sampdoria - Reggina 0:0
- Atalanta Bergamo - Siena 3:1
- Cagliari - Udinese 15:00
- FC Messina - Inter Mediolan 15:00
- US Palermo - AS Roma 15:00
- Empoli - Catania Calcio 2:1
- AC Torino - Ascoli 1:0

### 36. Kolejka
- AC Parma - FC Messina 4:1
- AS Roma - AC Torino 0:1
- AC Fiorentina - Cagliari 1:0
- Udinese - Atalanta Bergamo 2:3
- Inter Mediolan - SS Lazio 4:3
- Reggina - Chievo Verona 1:1
- Siena - Empoli 2:0
- Livorno - UC Sampdoria 1:0
- Ascoli - US Palermo 3:2
- Catania Calcio - AC Milan 1:1

### 37. Kolejka
- AC Milan - Udinese 2:3
- SS Lazio - AC Parma 0:0
- Chievo Verona - Ascoli 1:0
- UC Sampdoria - Catania Calcio 1:0
- Atalanta Bergamo - Inter Mediolan 1:1
- Cagliari - AS Roma 3:2
- FC Messina - AC Fiorentina 2:2
- US Palermo - Siena 2:1
- Empoli - Reggina 3:3
- AC Torino - Livorno 0:0

### 38. Kolejka
- AC Parma - Empoli 3:1
- AS Roma - FC Messina 4:3
- AC Fiorentina - UC Sampdoria 5:1
- Udinese - US Palermo 1:2
- Inter Mediolan - AC Torino 3:0
- Reggina - AC Milan 2:0
- Siena - SS Lazio 2:1
- Livorno - Atalanta Bergamo 4:2
- Ascoli - Cagliari 2:1
- Catania Calcio - Chievo Verona 2:0